# 金錢 (香港)
金錢（英語：Kam Tsin，亦作Kam Chien），又稱金錢村（英語：Kam Tsin Village，亦作Kam Tsin Tsuen），位於新界北區，是上水侯氏的聚居地之一，圍村結構完整緊湊，並有風水塘在東面。「金錢」之名，據說是因村後山崗狀似蝴蝶，而建村之地地形亦甚渾圓，有若金錢，堪輿學稱之爲「蝴蝶玩金錢」，故得其名。
金錢具體位置爲上水松柏塱以西，燕崗村、青山公路－古洞段和粉嶺公路南面，雙魚河以東，與古洞隔河相望。金錢村是金錢的中心，其東面和南面則爲粉嶺哥爾夫球場、行政長官粉嶺別墅及滙豐粉嶺別墅，而金錢村的西南方的牛地亦爲金錢侯氏所有，金錢村村民每年都會聯同燕崗村村民一起到牛地祭祀廷任公，不過牛地大部分土地已被售予私人發展商建有御林皇府和匯駿山莊等低密度豪宅區。

## 歷史
清朝乾隆年間，上水侯氏十一世祖侯壬佑（字卓峰）之五子侯本立從河上鄉分支，歷經吉田和谷田，最終在現金錢和燕崗之地開村，並由侯本立之子侯務恆繼承金錢村，而另一子侯務瓊則在金錢之北的燕崗繁衍。目前金錢村仍然隸屬於上水侯約。金錢村每年的主要節慶包括福德大王寶誕和正月十八至二十舉行的太平洪朝。

## 村內歷史建築

### 味峰侯公祠
味峰侯公祠（英語：Hau Mei Fung Ancestral Hall），是位於金錢村第九巷的兩進式設計祠堂，爲上水侯氏味峰房的祖祠。

### 侯宗福堂神廳
侯宗福堂神廳（英語：Hau Chung Fuk Tong Communal Hall），位於金錢村第一巷，屬較爲罕見的供奉土地公的廟宇。傳說金錢侯氏第22代的侯倬雲一次在內地某縣做官時遇上叛亂，在逃忙期間曾向路邊社壇祈願，並許諾他日若渡過劫難便爲土地公建廟宇供奉，後來侯倬雲成功度過動亂，更獲朝廷升官，侯倬雲便履約於祖村建立廟宇供奉福德正神（即土地公），更上奏朝廷請求賜予「社稷大王」的封號，使福德正神成爲兼管土地和五穀之神，而金錢侯氏亦於每年正月二十隆重舉行福德大王寶誕。
1902年，金錢村村民於侯宗福堂南側建立宗福學校作爲村內的私塾小學供同村子弟入讀，一直至金錢村何東學校於1955年落成才被取代。時至今日，侯宗福堂神廳被香港政府評爲二級歷史建築，而侯宗福堂也成爲金錢村村民平日集結的地方。

### 金錢土地神壇
金錢土地神壇（英語：Earth God Shrine of Kam Tsin），位於金錢村北面，青山公路古洞段路邊，爲一較罕見的佔地超過100平方尺的大型土地神壇，約有200年歷史，其來源相傳爲清朝乾隆年間，金錢村有一名青年在應考科舉前向村內土地神祈求保佑，結果成功高中，之後便回鄉建築此土地神壇還願，神壇二百年來經過多次修復，甚得村民重視，政府於1980年代興建粉嶺公路時也曾改變建設路線規劃以避免破壞神壇。由於日久失修，加上神壇旁邊的大榕樹樹根長到神壇上，使神壇長期承受榕樹的重量而出現裂縫，神壇頂部漆油亦有剝落現象，甚至有移位迹象，然而由於旁邊榕樹樹齡較長，政府決定修復神壇過程中要連同榕樹一起進行保育。目前該神壇被評爲二級歷史建築。

## 村外近代建築

### 東英學圃
金錢村的西北方爲著名的東英學圃（英語：Tung Ying Hok Pok，俗稱「上水何東花園」），二戰前曾經爲一面積巨大的私人農場，由已故香港商人何東爵士擁有，從金錢村村口位置向西延伸到古洞南部，跨越雙魚河，位於該處跨河橋亦因此被命名爲何東橋。20世紀後半葉，何東長孫何鴻章將雙魚河以西的土地出售，後發展為大型豪宅屋苑天巒，而雙魚河以東屬金錢範圍的土地則仍未開發，除了金錢村村口的部分早年已被用作建立學校，涵蓋幼稚園、小學和中學，包括金錢村何東幼稚園、金錢村何東學校和新界喇沙中學，其中金錢村何東學校是由何東爵士本人於1955年贊助建立，以推動新界教育發展，而新界喇沙中學是北區歷史最悠久的中學之一，早於1965年由喇沙修士會創立，有大量知名校友。

### 雙魚河鄉村會所
根據香港賽馬會的資料，雙魚河一帶早於1884年（英國尚未租借新界前）便有英國人在當地進行設立鄉村會所組織。1930年代，一些在港英國人成立粉嶺狩獵賽馬會，成員均為當時香港的社會賢達或高級軍官，非富則貴，於雙魚河一帶進行狩獵活動，並於金錢村西南方建立了一些會所建築。1940年，香港賽馬會租用金錢村附近的土地，並於翌年興建了新的馬厩。1941年12月，日本侵略香港，將馬厩徵用為日軍軍營。二戰結束後，英軍接管了雙魚河一帶的土地及建築物，直至1964年才歸還香港賽馬會，而戰時已停止運作的粉嶺狩獵賽馬會的會所建築也變成香港賽馬會下轄的雙魚河鄉村會所（英語：Beas River Country Club）及雙魚河騎術學校（英語：Beas River Riding School）。雙魚河鄉村會所近年仍保持着拆禮物日進行狩獵儀式（Boxing Day Hunt）的傳統。
2005年，因應香港協辦北京奧運的需要，雙魚河騎術學校被改建爲雙魚河馬術中心（英語：Beas River Equestrian Centre），並於2008年8月舉辦奧運馬術比賽，之後該地一直用作馬術培訓及進行馬術比賽。

### 行政長官粉嶺別墅
行政長官粉嶺別墅（英語：Fanling Lodge）的前身爲香港總督粉嶺別墅，建於1934年，由時任港督貝璐提出興建，位於金錢村以東的粉嶺高爾夫球場內，在回歸後中文名稱更改爲現名，但英文名稱不變。

### 祈德尊金錢別墅
已故和記國際前主席祈德尊爵士曾經於金錢村西南方擁有一大型別墅園區，名爲金錢別墅（Kam Tsin Lodge），(由新鴻基投得)後售予信和集團於該地發展45幢兩層高連天台的獨立洋房的高級豪宅御林皇府，於2004年入伙，而原來祈德尊所建的金錢別墅建築也獲得保留，(賣方條件內有需保留舊建築條款)目前在御林皇府屋苑範圍內。(金錢別墅並非祈德尊所建，金錢別墅前身是：必打樓(乃印度人必打律師所擁有，同期建築有港督別墅,回歸後改行政長官別墅，建築風格與金錢別墅大同小異，金錢別墅佔地面積和建築都比港督別墅大)。

### 金錢別墅已婚軍人宿舍
金錢別墅已婚軍人宿舍（英語：Beas Stables Married Quarters）位於金錢南部金翠路盡頭，雙魚河馬術中心東面，緊鄰粉嶺哥爾夫球場，爲駐港英軍已婚軍人宿舍，供高級軍人與其家眷合住，在香港回歸後接管該地的解放軍駐港部隊決定放棄該宿舍，於1998年3月正式將宿舍轉讓香港特區政府，特區政府後來將宿舍用地賣予信和集團發展低密度住宅，並於2005年建成由26幢大型洋房組成的高級豪宅項目St. Andrew's Place，曾經入住過的知名住客包括黎明、樂基兒伉儷（現已離婚）及林夕。

## 主要別墅建築
- 何東：東英學圃
- 香港賽馬會：雙魚河鄉村會所
- 香港上海滙豐銀行：滙豐粉嶺別墅
- 怡和洋行J·J·百德新：J.J. Paterson's Villa
- 行政長官粉嶺別墅
- 和記國際祈德尊爵士：金錢別墅
- 恩慈之家（太古樓）[15]
- 香港女童軍總會：賽馬會碧溪莊

## 住宅項目
金錢的現代住宅項目均爲低密度豪宅洋房：
- 御林皇府
- 匯駿山莊
- 慶惠苑
- 翡翠園
- 酒莊18
- 塘邊小築
- 倚麗花園
- 金錢花園
- St. Andrew's Place
- 嘉麗山莊
- Goodwood Park

## 學校
- 金錢村何東幼稚園 （页面存档备份，存于）（1976年創辦）
- 金錢村何東學校 （页面存档备份，存于）（前身爲1902年的私塾小學宗福學校，現校建於1955年）
- 新界喇沙中學（1965年創辦）

## 社區設施
- 聖保祿樂靜院[永久]
- 香港女童軍總會賽馬會碧溪莊 （页面存档备份，存于）
- 香港戒毒會區貴雅修女紀念婦女康復中心 （页面存档备份，存于）

## 區議會議席分佈
由於金錢一帶人口不足以成為一個區議會選區，所以往往跟鄰近的古洞、雙魚河沿線及羅湖等鄉村範圍劃為同一個選區。
| 年度/範圍 | 2000-2003    | 2004-2007    | 2008-2011    | 2012-2015    | 2016-2019    | 2020-2023    |
| --------- | ------------ | ------------ | ------------ | ------------ | ------------ | ------------ |
| 整個金錢  | 上水鄉郊選區 | 上水鄉郊選區 | 上水鄉郊選區 | 上水鄉郊選區 | 上水鄉郊選區 | 上水鄉郊選區 |